# The Bridge (documental)

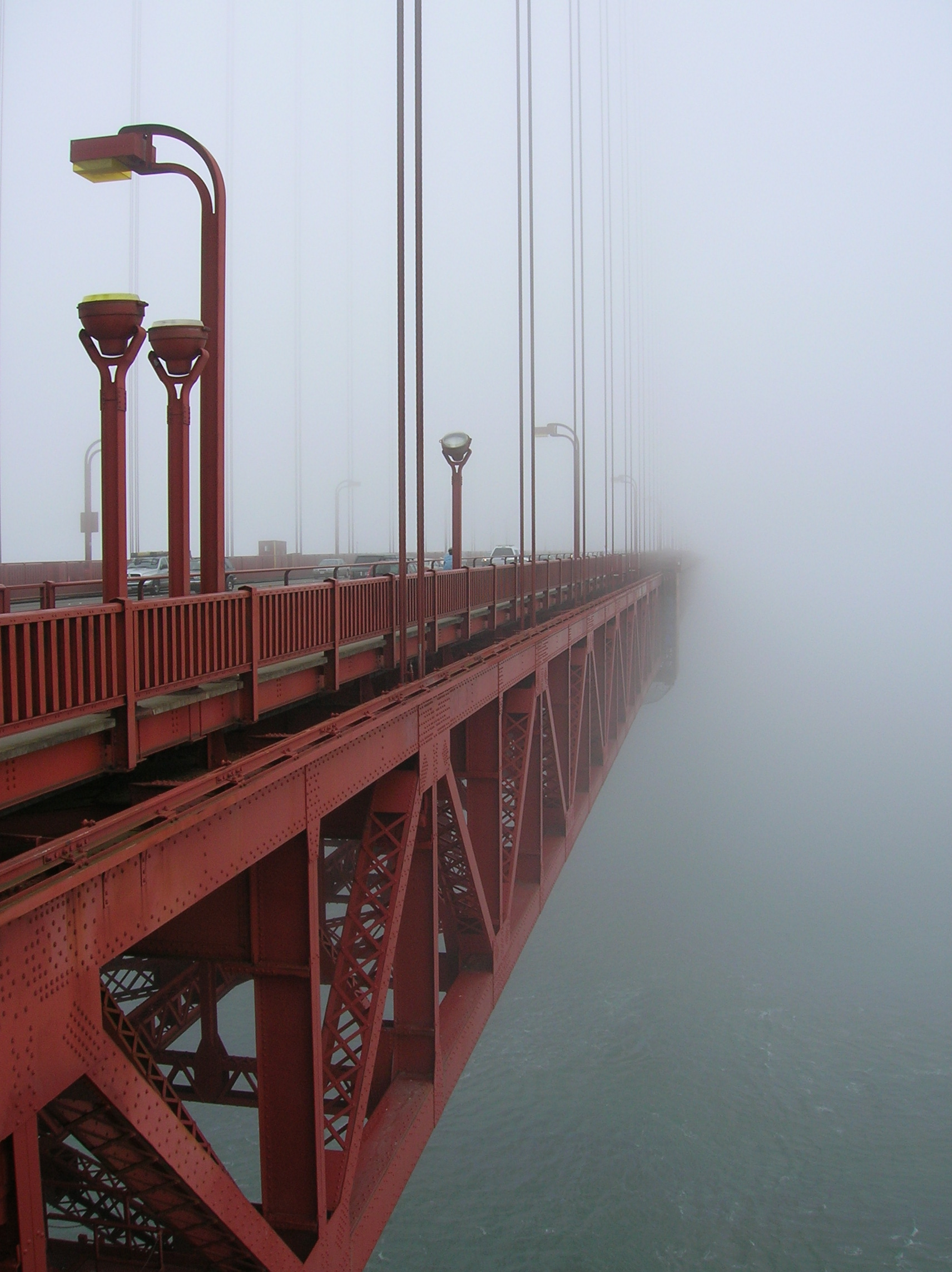
«The rail is sota low, a 7-year-old ca climb over it» ('El riel és tan baix, un nen de set anys pot passar sobre ell'). Eric Steel

The Bridge (en català: 'El pont') és un documental dirigit, produït i escrit per Eric Steel estrenat al 2006. La pel·lícula recull un any d'enregistrament (2004) al pont Golden Gate de San Francisco, lloc on diverses persones es van suïcidar. A més, inclou testimonis dels éssers estimats d'aquells que van saltar del pont i van ser identificats. The Bridge va ser inspirat per un article titulat «Jumpers» ('Saltadors'), escrit per Tad Friend per a la revista The New Yorker l'any 2003.

## Filmació
Steel va entrevistar a familiars i amics dels suïcides sense informar-los que tenia imatges de la mort dels seus éssers estimats. Segons ell, «Tots els membres de la família, a hores d'ara, han vist la pel·lícula, (i estan) feliços d'haver participat en ella».
El projecte es mantingué en secret per evitar que algú atemptés contra la seva vida en el pont només per quedar immortalitzat en una pel·lícula. En promig, una persona va saltar de l'estructura cada quinze dies en l'any de la filmació.
El documental va causar controvèrsia quan els oficials del Golden Gate van aixecar càrrecs contra Steel per enganyar respecte a les seves intencions. Ell va aconseguir un permís per gravar al pont diversos mesos i va aconseguir registrar vint-i-tres dels vint-i-quatre suïcidis coneguts que es van dur a terme en l'estructura durant la realització del documental. En la seva sol·licitud a l'Àrea de Recreació Nacional del Golden Gate -una agència governamental que no té jurisdicció sobre el pont, però que maneja els parcs propers a ell-, Steel va assegurar que el seu objectiu era capturar la poderosa i espectacular intersecció entre el monument i la naturalesa que s'aprecia cada dia al pont Golden Gate.

## Gene Sprague
L'últim dia de vida de Gene Sprague és mostrat durant tota la pel·lícula, sent l'última escena el seu salt a l'aigua. Entrevistes amb els seus amics i familiars van ser intercalades a través del film amb imatges de la seva eventual suïcidi.
Va néixer a San Francisco, fill una dona soltera que no desitjava ser mare. Quan ella es va assabentar que estava embarassada, decidir criar-lo i es convertí en la figura més important en la vida de Sprague. Va patir depressió durant la seva adolescència, arribant a comentar-lis als seus amics les seves idees suïcides. Malgrat tot, ells no el van prendre en serio perquè sempre parlava en to burlesc. D'acord amb la seva padrina, ell fins i tot li va dir a la seva mare que desitjava matar-se.
Després de la mort de la seva mare a causa del càncer, es va obsessionar encara més amb el suïcidi. Va fer contactes per internet i es va mudar a St Louis, Missouri, per començar de nou, però va mencionar que planejava saltar d'un pont en aquella ciutat o acostar-se sobre la barana per acabar amb la seva vida. Després d'aquestes amenaces, els seus amics li van enviar diners perquè agafés un bus de tornada a Califòrnia, on el van acollir i se'l van emportar a fer entrevistes de treball.
L'11 de maig de 2004, Sprague va caminar pel pont uns 90 minuts. Eventualment, pujà a la barana i es deixà caure d'esquena a l'aigua. Segons el director del documental, Eric Steel, «Ell va caminar pel pont des del costat sud al costat nord i després de nord a sud, el que fan típicament els turistes. No creia que saltaria del pont, però hi havia algú anell que va captar la meva atenció»